# Тахіграфія
Тахіграфія (грец. щвидкописання), — стенографія в античні та середні віки, на відміну від брахіграфіі. Грецькій тахіграфії передували дві документально підтверджені спроби реформи прийнятого в Афінах (бл. 350 до н. е.) і Дельфах (277—276 до н. е.) звичайного письма. Символічне письмо, в основу якого було покладено принцип тіронових значків, в 1 ст. н. е. Прийняло вид складової тахіграфії. Найдавнішим датованим свідченням її практичного застосування є договір з викладачем тахіграфіі, а також рукописи, надгробні написи (з 2 ст.), папіруси і воскові таблички (3—7 ст.). Елементами тахіграфії є значки скорочень слів, складів і «пояснювач», що включає в себе більше 800 символів. Достовірно відомо, що тахіграфія практично використовувалася аж до 6 століття. Факт її застосування в період 7—12 століття документально не підтверджено. Так звана книжна тахіграфія являла собою італо—грецьку систему, яка звалася також «система Гроттаферрата», і використовувалася при переписуванні книг в 7—8, і особливо в 10—12 століттях. Ця тахіграфія застосовувалася аж до 17 століття. На папірусах і воскових табличках 3—5 століття збереглося приблизно 810 груп символів грецької тахіграфіі, які увійшли в випущене в Лондоні в 1934 році видання «Greek Shorthand Manuals. Syllabary and Commentary» .